# Blues elettrificato
Il blues elettrificato, a cui ci si riferisce anche con il termine blues elettrico oppure con l'equivalente inglese electric blues, è una forma di blues caratterizzata dall'uso dell'amplificazione elettrica per gli strumenti musicali. La chitarra è stata il primo strumento ad essere amplificato e utilizzato dai pionieri T-Bone Walker alla fine degli anni '30 e John Lee Hooker e Muddy Waters negli anni '40. I loro stili si evolsero nel blues della West Coast, nel blues di Detroit e nel blues di Chicago del secondo dopoguerra, che differivano dai precedenti blues prevalentemente acustici. All'inizio degli anni '50, Little Walter era un solista di spicco all'armonica blues che utilizzava un piccolo microfono portatile collegato a un amplificatore per chitarra. Sebbene ci sia voluto un po' più di tempo, il basso elettrico ha gradualmente sostituito il contrabbasso all'inizio degli anni '60. Gli organi elettrici e in particolare le tastiere sono state ampiamente utilizzate nel blues elettrico dei periodi successivi.
Il genere diventa popolare grazie all'emigrazione degli afroamericani verso le città del nord America e grazie a scambi culturali si diffonde anche nel Regno Unito, dove contribuisce alla nascita dapprima del Blues britannico e poi del blues rock.

## I primi stili regionali

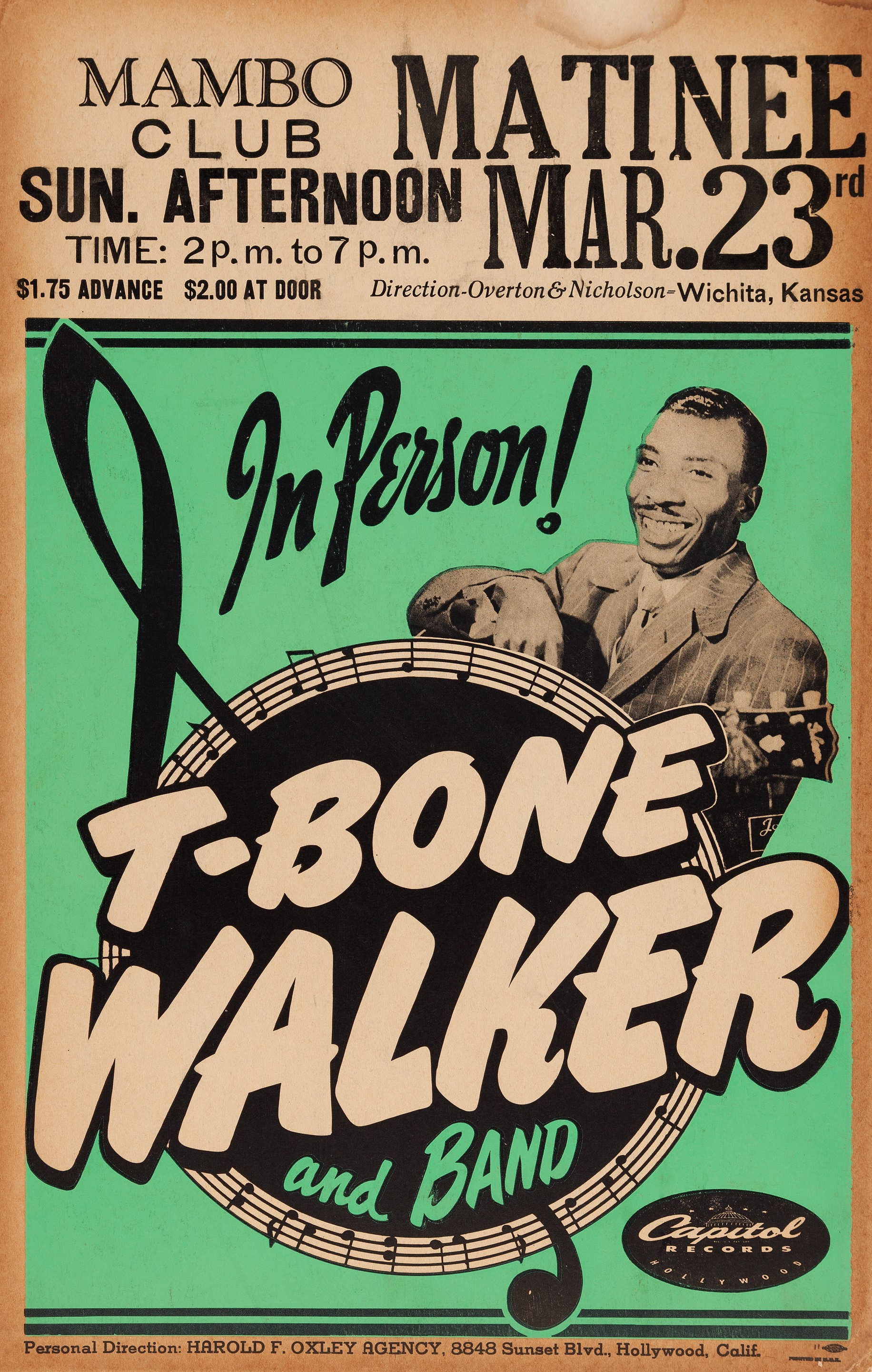
Il manifesto di un concerto del 1952 di T-Bone Walker

Tanto il blues quanto il jazz, iniziarono ad essere amplificati verso la fine degli anni '30. La prima stella del blues elettrico è generalmente considerata T-Bone Walker; nato in Texas ma trasferitosi a Los Angeles a metà degli anni '30, combinò il blues con elementi di musica swing e jazz in una lunga e prolifica carriera. Dopo la seconda guerra mondiale, la musica blues amplificata divenne popolare nelle città statunitensi che avevano visto una grande migrazione afroamericana, come Chicago, Memphis, Detroit, St. Louis e la costa occidentale. L'impulso iniziale era quello di essere ascoltato sopra il rumore delle vivaci feste casalinghe. Suonando in piccoli locali, le band di blues elettrico tendevano a rimanere di dimensioni modeste rispetto alle band jazz più grandi. Nelle sue prime fasi il blues elettrico utilizzava tipicamente chitarre elettriche amplificate, contrabbasso (che fu progressivamente sostituito dal basso) e armonica a bocca suonata attraverso un microfono e un amplificatore di potenza o un amplificatore per chitarra.
Verso la fine degli anni '40 diversi artisti blues di Chicago avevano iniziato a usare l'amplificazione, tra cui John Lee Williamson e Johnny Shines. Le prime registrazioni nel nuovo stile furono fatte nel 1947 e nel 1948 da musicisti come Johnny Young, Floyd Jones e Snooky Pryor. La nuova formula fu perfezionata da Muddy Waters, che utilizzò una potente armonica e vari piccoli gruppi che fornirono una forte sezione ritmica. Il suo "I Can't Be Satisfied" (1948) fu seguito da una serie di registrazioni rivoluzionarie. Il blues di Chicago era influenzato in larga misura dallo stile Delta blues, perché molti artisti erano emigrati proprio dalla regione del Mississippi. Howlin' Wolf, Muddy Waters, Willie Dixon e Jimmy Reed nacquero tutti nel Mississippi e si trasferirono a Chicago durante la Grande Migrazione. Oltre alla chitarra elettrica, all'armonica e a una sezione ritmica di basso e batteria, alcuni artisti come J. T. Brown che suonava nelle band di Elmore James o in quella di J. B. Lenoir usavano anche i sassofoni, in gran parte come strumento di supporto. Little Walter, Sonny Boy Williamson (Rice Miller) e Big Walter Horton erano tra i più noti suonatori di armonica (chiamata "blues harp" dai musicisti blues) della prima scena blues di Chicago e il suono degli strumenti elettrici e dell'armonica è spesso visto come caratteristico del blues elettrico di Chicago. Muddy Waters ed Elmore James erano noti per il loro uso innovativo della chitarra elettrica slide. Howlin' Wolf e Muddy Waters lo erano per le loro voci profonde e grevi. Il bassista e compositore Willie Dixon ha avuto un ruolo importante nella scena blues di Chicago. Compose e scrisse molti brani blues standard del periodo, come "Hoochie Coochie Man", "I Just Want to Make Love to You" (entrambi scritti per Muddy Waters) e "Wang Dang Doodle", "Spoonful" e "Back Door Man" per Howlin' Wolf. La maggior parte degli artisti dello stile blues di Chicago registrarono per le etichette Chess Records e Checker Records con sede a Chicago; c'erano anche etichette blues più piccole in quest'epoca tra cui Vee-Jay Records e J.O.B. Records.

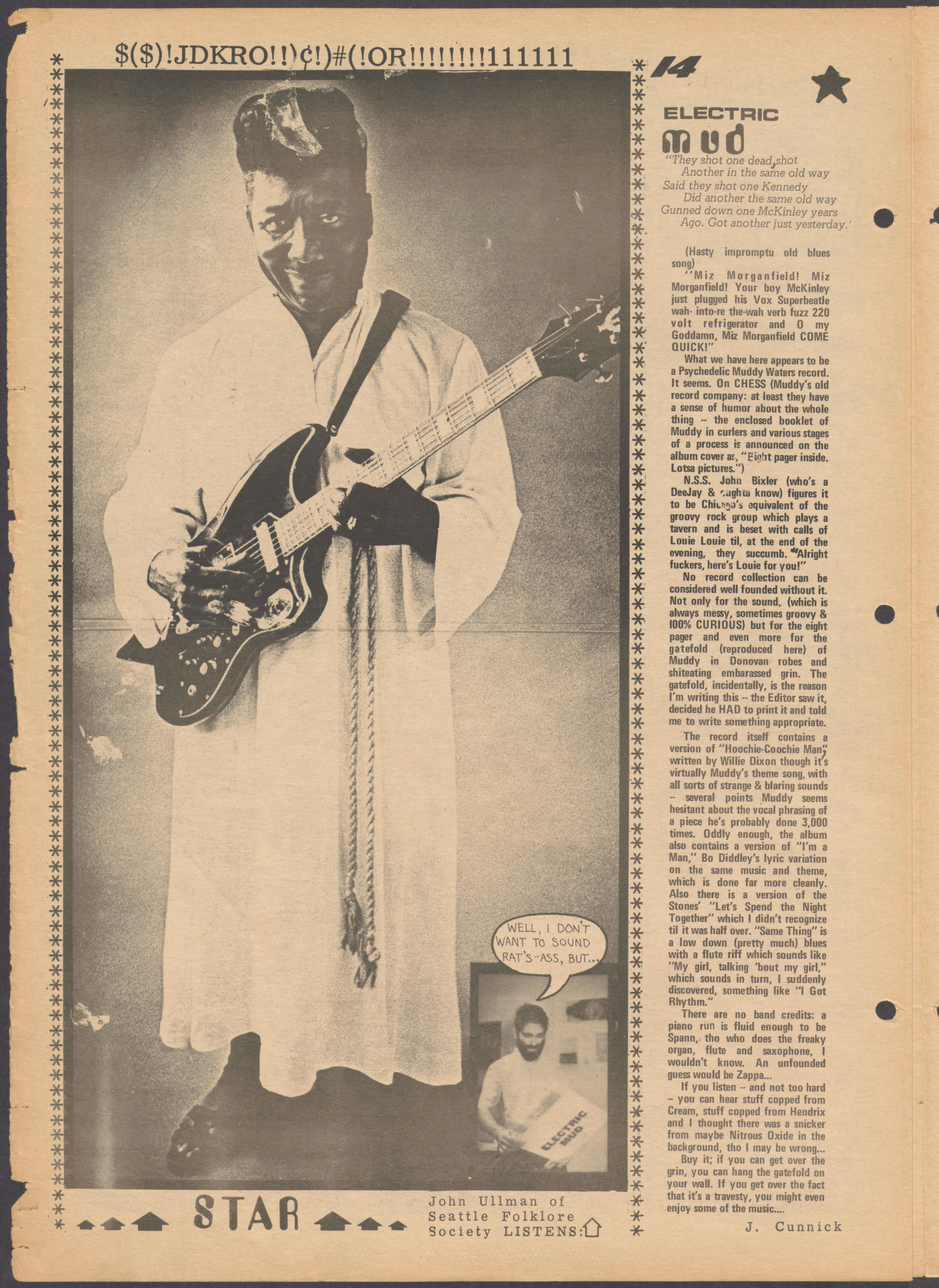
Un articolo del 1968 su Muddy Waters

Alla fine degli anni '50, il blues in stile West Side emerse a Chicago con figure importanti tra cui Magic Sam, Jimmy Dawkins, Magic Slim e Otis Rush. I club del West Side erano più accessibili al pubblico bianco, ma gli artisti erano principalmente neri o parte delle band miste. West Side Blues ha incorporato elementi di Blues rock ma con una maggiore enfasi sugli standard e le forme tradizionali di canzone blues. Albert King, Buddy Guy e Luther Allison avevano uno stile West Side che era dominato dalla chitarra principale elettrica ed amplificata
Memphis, con la sua fiorente scena blues acustica con sede a Beale Street, ha sviluppato un suono blues elettrico nei primi anni '50. La Sun Records di Sam Phillips ha registrato musicisti come Howlin 'Wolf (prima di trasferirsi a Chicago), Willie Nix, Ike Turner e B.B. King. Altri musicisti del blues di Memphis della Sun Records includevano Joe Hill Louis, Willie Johnson e Pat Hare che introdussero tecniche distorte e potenti di chitarra elettrica, anticipando elementi di musica heavy metal. Questi musicisti hanno influenzato le prime forme di rock and roll e rockabilly, molti dei quali registrarono per la Sun Records. Dopo che Phillips scoprì Elvis Presley nel 1954, l'etichetta Sun si rivolse al pubblico bianco in rapida espansione e iniziò a registrare principalmente rock and roll. Booker T. & the M.G.'s traghettarono lo stile blues elettrico negli anni '60.

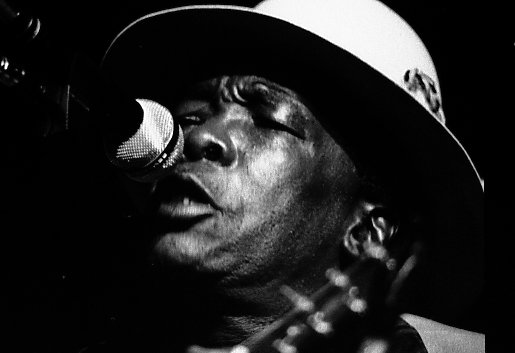
John Lee Hooker in un concerto del 1978

John Lee Hooker, con sede a Detroit, ha perseguito un marchio unico ed originale di blues elettrici basato sulla sua profonda e ruvida voce accompagnata da una singola chitarra elettrica. Sebbene non sia direttamente influenzato da Boogie-Woogie, il suo stile "Groovy" è talvolta chiamato "Guitar Boogie". Il suo primo successo, "Boogie Chillen", ha raggiunto il numero 1 nelle classifiche R&B nel 1949. Ha continuato a suonare e registrare fino alla sua morte nel 2001.
The musicista del New Orleans blues chiamato Guitar Slim registrò "The Things That I Used to Do"  (1953), che presentava un assolo di chitarra elettrica con sfumature distorte e divenne un grande successo di R&B nel 1954. "The Things That I Used to Do"  è considerata una delle 500 canzoni della Rock and Roll Hall of Fame che hanno modellato il rock and roll, contribuendo anche allo sviluppo della musica soul.

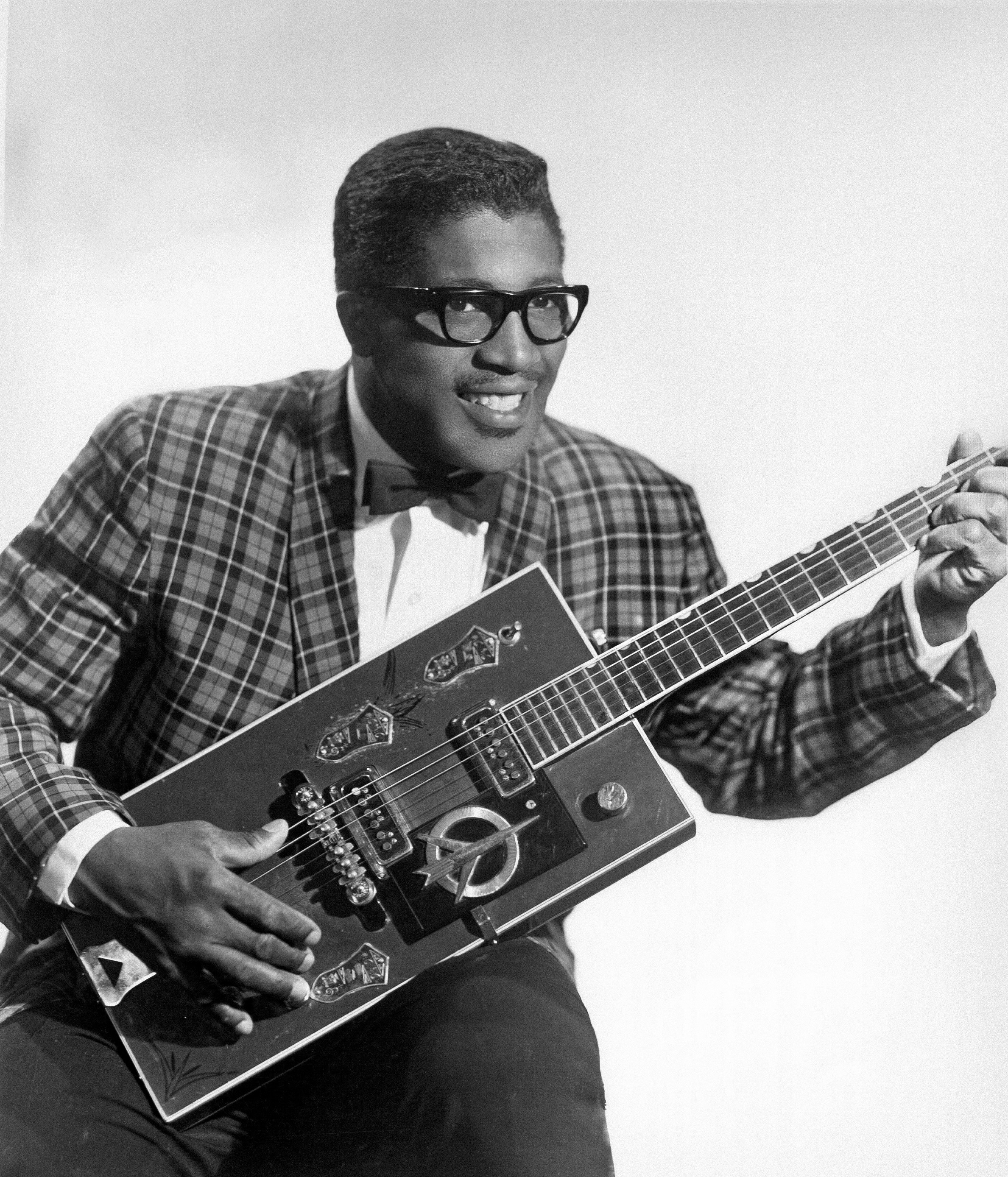
Bo Diddley in una foto del 1957

Negli anni '50, il Blues ha avuto un'enorme influenza sulla musica popolare americana tradizionale. Mentre musicisti come Bo Diddley e Chuck Berry, che registravano entrambi per la Chess Records, sono stati influenzati dal Chicago Blues, i loro stili musicali presero le mosse dagli aspetti malinconici del blues ed ebbero un ruolo importante nello sviluppo del rock and roll. Il blues di Chicago ha anche influenzato la musica Zydeco della Louisiana, con gli accenti blues di Clifton Chenier. I musicisti di Zydeco hanno usato la chitarra solista elettrica e gli arrangiamenti cajun degli standard blues.

## Il blues britannico elettrificato
Il blues britannico è emerso dalla scena dello Skiffle e dei Folk Club della fine degli anni '50, in particolare a Londra, in cui si suonava anche il blues acustico americano. Il punto di svolta fu la visita di Muddy Waters nel 1958, che scioccò inizialmente il pubblico britannico suonando un blues elettrico amplificato, ma che presto si esibì di fronte a folle estatiche ottenendo recensioni entusiastiche. Il chitarrista e arpista ispiratore del blues Cyril Davies e il chitarrista Alexis Korner si collegarono a questa scia e iniziarono a suonare un blu elettrico ad alta volume che divenne il modello per il sottogeneri britannico, formando la band Blues Incorporated. La Blues Incorporated era una specie di incubatrice per i musicisti blues britannici negli ultimi anni '50 e nei primi anni '60, con i molti musicisti che si unirono al gruppo oppure suonarono alle loro session. Tra questi c'erano i futuri Rolling Stones, Mick Jagger, Charlie Watts e Brian Jones, i fondatori dei Cream Jack Bruce e Ginger Baker e poi Graham Bond e Long John Baldry. La Blues Incorporated divenne il gruppo residente presso il Marquee Club e da questo club prese il nome quello che è considerato il primo album di blues britannico, R&B from the Marquee (1962, Decca). Anche se la band si separò prima della sua uscita, l'album servì dal modello per il rhythm and blues britannico e venne emulato da molte band tra cui the Rolling Stones, the Animals, the Small Faces e the Yardbirds.

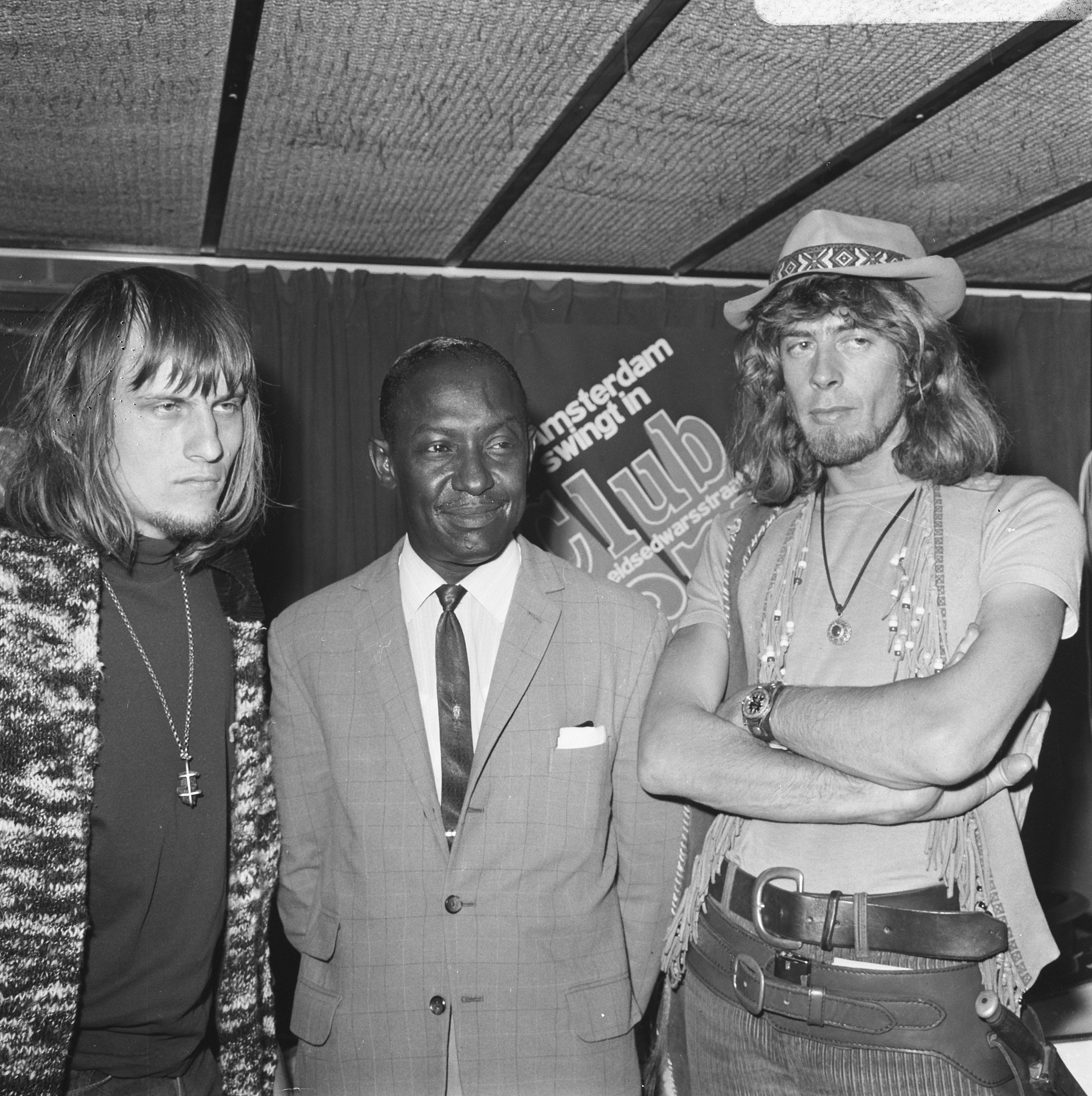
Harry Muskee, Eddy Boyd e John Mayall nel 1968

L'altro punto chiave per blues britannico girava attorno a John Mayall che si trasferì a Londra nei primi anni '60, formando infine i Bluesbreakers, i cui membri in vari momenti inclusero, Jack Bruce, Aynsley Dunbar, Eric Clapton, Peter Green e Mick Taylor. L'album Blues Breakers with Eric Clapton (1966) è considerato una delle registrazioni chiave del Blues Britannico. È stato notevole per le ritmiche portanti e le svisate rapide di Clapton, con un suono completamente distorto creato con una Gibson Les Paul e un amplificatore Marshall, che divenne una combinazione classica per i chitarristi British Blues (e in seguito nel Rock). Questo album determinò anche il primato della chitarra, vista come una caratteristica distintiva di questo sottogenere. Clapton se ne andò per formare i Cream con Baker e Bruce e il suo sostituto era Peter Green, che a sua volta (con la sezione ritmica dei Bluesbreaker formata da Mick Fleetwood e John McVie) lasciò i Cream nel 1967 per formare Fleetwood Mac. L'incorporazione di elementi di rock ha portato queste band a una forma ibrida nota in seguito come blues rock.

## Blues rock

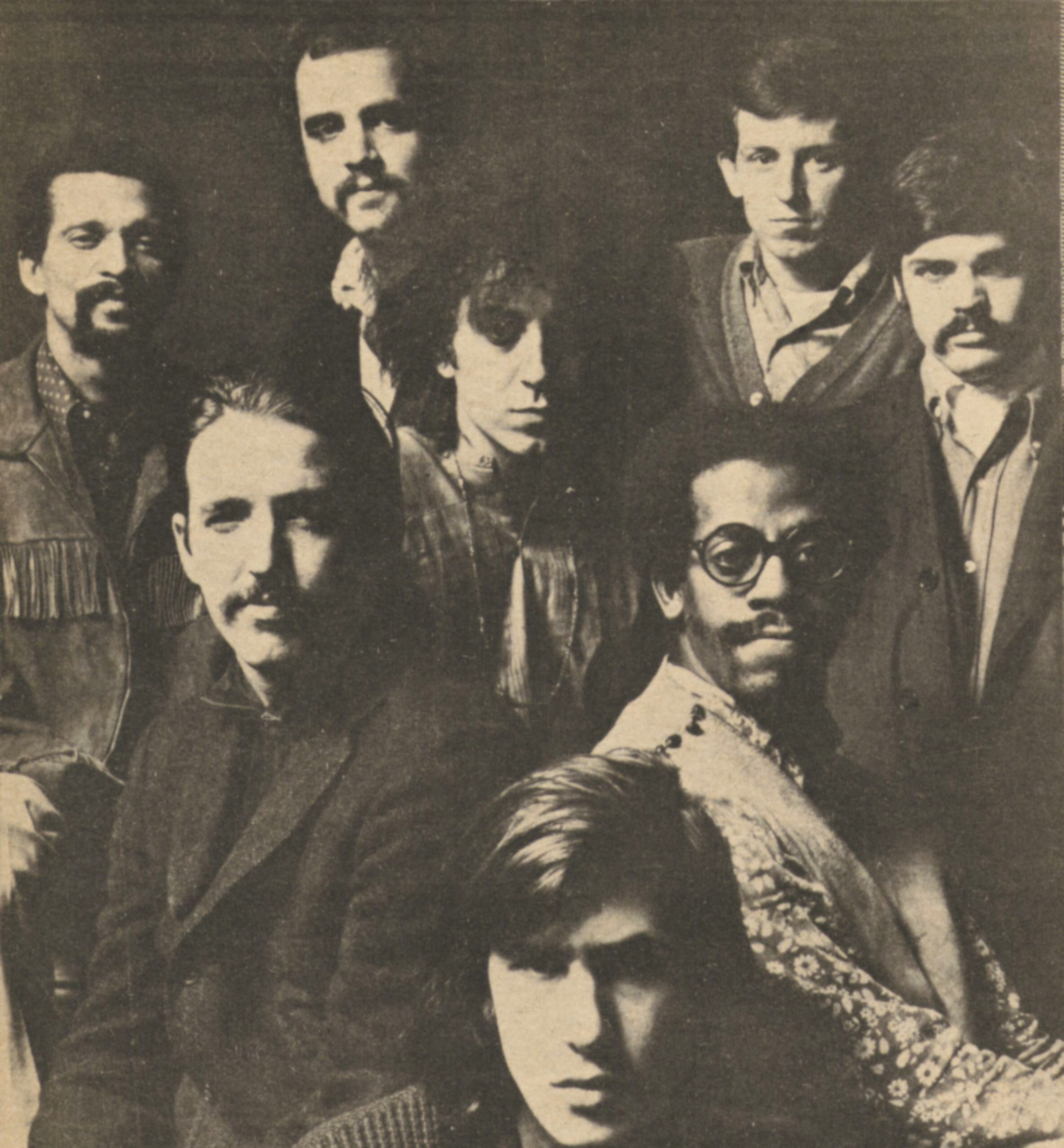
La Paul Butterfield Blues Band nel 1967

Il Blues rock combina il blues con la musica rock. Con alcune notevoli eccezioni, Blues Rock è stato in gran parte suonato da musicisti bianchi, portando una sensibilità rock agli standard e alle forme del blues e ha avuto un ruolo importante nell'ampliamento di gradimento del blues nel pubblico bianco americano. Nel 1963, il chitarrista americano Lonnie Mack aveva sviluppato uno stile di chitarra rock blues, rilasciando diversi brani strumentali di chitarra, i più noti dei quali sono i singoli di successo "Memphis" (Billboard #5) e "Wham!" (Billboard #24). La Paul Butterfield Blues Band e Canned Heat erano tra i primi esponenti e "si cimentavano in lunghe suonate che prevedevano improvvisazioni che erano all'ordine del giorno nei dischi jazz". Nel Regno Unito, Blues rock è stato reso popolare dalle band come Fleetwood Mac, Free, Savoy Brown e i gruppi formati attorno ai tre principali chitarristi emersi dagli Yardbirds, ossia Eric Clapton, Jeff Beck e Jimmy Page.
Dopo aver lasciato gli Yardbirds e il suo lavoro con John Mayall and the Bluesbreakers, Eric Clapton ha formato i supergruppi Cream, Blind Faith e Derek and the Dominos, ai quali seguì la carriera solista. Alla fine degli anni '60 Jeff Beck aggiunse elementi hard con la sua band, the Jeff Beck Group. Jimmy Page ha formato the New Yardbirds, che divennero poi i Led Zeppelin. Molte delle canzoni dei loro primi due album e occasionalmente anche in seguito, erano innesti ed espansioni di canzoni tradizionali blues.

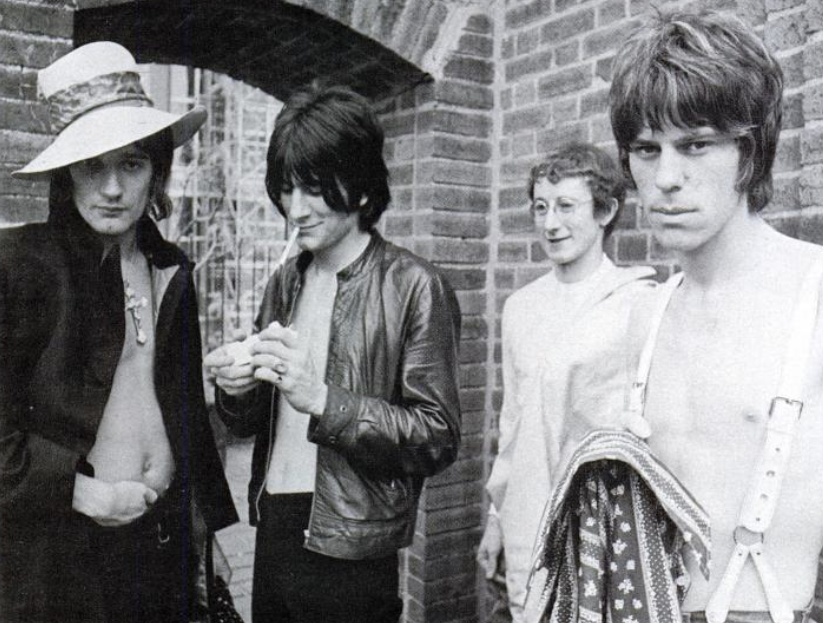
La The Jeff Beck Group nel 1970

Janis Joplin, Johnny Winter e The J. Geils Band resero in seguito popolare lo stile negli Stati Uniti. La rivoluzionaria chitarra elettrica di Jimi Hendrix con i suoi Experience e poi la Band of Gypsys, hanno influenzato molto i chitarristi rock blues. Blues rock band come Allman Brothers Band, Lynyrd Skynyrd e infine gli ZZ Top dal sud americano, incorporano elementi di musica country nel loro stile dando vita al Southern rock.
Negli anni '70, il Blues rock era diventato più duro ed incentrato sul riff chitarristico, di cui sono esempi i lavori di Led Zeppelin e Deep Purple, e le linee di demarcazione tra Blues Rock e Hard Rock "erano appena distinguibili", quando le band hanno iniziato a registrare album in stile rock. Il genere fu portato avanti negli anni '70 da figure come George Thorogood e Pat Travers. Tranne forse gruppi come gli Status Quo e Foghat nel Regno Unito, che virarono verso una forma molto energica e ripetitiva di boogie rock, le band si sono mosse verso l'heavy metal ed il blues rock ha iniziato gradualmente ad escludersi dalla cultura mainstream.
Esempi più recenti di rock blues sono poi The White Stripes, The Black Crowes, The Black Keys, Clutch, The Jon Spencer Blues Explosion e Joe Bonamassa che hanno esplorato il blues un più orientato alle radici, utilizzando spesso uno stile più ruvido e spigoloso.